# Déprescription
 Mise en garde médicale
La déprescription, (ou déadoption de procédure), correspond à la réduction de la dose et/ou l'arrêt des médicaments qui peuvent nuire, qui peuvent ne plus fournir de bénéfice, ou être considérés comme inappropriés,. Le processus de déprescription devrait être planifié et surveillé par un professionnel de la santé. L'objectif de déprescrire est de réduire le fardeau de médicaments et d'effets indésirables ou défavorables, tout en maintenant ou améliorant la qualité de vie. Elle est souvent appliquée pour des personnes souffrant de maladie chronique, des personnes âgées et pour celles qui ont une espérance de vie limitée. Dans toutes ces situations, la prise de certains médicaments peut contribuer à un risque accru d'événement indésirable grave, et il y a un bénéfice à une réduction de la consommation de médicaments.
La prescription inappropriée recouvre les médicaments qui, pour un patient donné, présentent un risque élevé d'événements indésirables, ne sont plus nécessaires ou présentent un rapport bénéfice-risque défavorable, c'est-à-dire que les dommages potentiels l'emportent sur les avantages.
Les personnes âgées sont les plus fortes consommatrices de médicaments, prenant souvent 5 molécules ou plus par jour (polymédicamentation (en)). La polymédicamentation est liée à un risque majoré d'effets défavorables, d'interaction médicamenteuse, de chute, d'hospitalisation, de trouble cognitif et de mortalité.
Gérer la prescription chronique en déprescrivant sélectivement est un enjeu vital de la gestion de pathologies chroniques.
La surconsommation de médicaments est un problème fréquent et un enjeu de santé publique.

## Définition différentielle
Une analyse conceptuelle sur la déprescription sur les personnes âgées a identifié la déprescription comme un processus centré sur le patient pour retirer des médicaments avec l'intention d'obtenir de meilleurs résultats pour la santé par l'arrêt d'un ou plusieurs médicaments qui sont potentiellement nocifs ou qui ne sont plus nécessaires, et pouvant contribuer à renouveler l'adhésion au traitement.
Les thèmes suivants n'entrent pas dans le cadre de la déprescription :
- La substitution thérapeutique implique le retrait d'un médicament pour en commencer un autre. Dans la substitution de médicaments, l'intention n'est pas de réduire la consommation de médicaments. L'intention peut être de passer à un médicament plus approprié, de réduire les effets secondaires, de réaliser des économies, de passer à une forme de dosage alternative ayant des caractéristiques différentes, ou de tenir compte des préférences du patient[5].

- La simplification de la médication est une intervention visant à gérer la complexité des régimes médicamenteux qui peuvent être associés à la polypharmacie. De nombreuses personnes âgées ont des régimes médicamenteux complexes et peuvent inclure plusieurs posologies quotidiennes et des instructions spéciales. Elles peuvent éprouver des difficultés physiques à utiliser le médicament, et il est prouvé qu'une personne âgée sur quatre a du mal à ouvrir l'emballage. La simplification est entreprise pour réduire la complexité sans modifier l'intention thérapeutique du régime[5].

- La rétention de médicaments a l'intention d'être temporaire. Il ne s'agit pas d'un retrait permanent, et il est souvent effectué en raison d'un changement temporaire de circonstances ou d'une maladie aiguë. La phase de contrôle du processus de prescription peut identifier le besoin de rétablir un médicament parce que l'état initial est revenu. Ce rétablissement dû au retour de l'état initial contraste avec la prescription de médicaments et la rétention de médicaments. L'intention de rétablir le médicament retenu après un intervalle défini fait que la rétention de médicaments se distingue de la déprescription[5].

- La réduction de dose peut améliorer la sécurité des médicaments. Pour les médicaments destinés à soulager les symptômes mais dont les symptômes sont actuellement stables, le médicament peut faire l'objet d'un essai de prescription. Le processus de prescription comprendra souvent la diminution progressive du médicament pour éviter les symptômes de rebond ou le retour de l'affection sous-jacente. Lorsque le retrait du médicament n'est pas réussi, le processus de réduction progressive peut permettre de trouver une dose efficace plus faible. Cette réduction de dose fait partie de l'optimisation du régime médicamenteux, mais elle n'est pas une déprescription[5].

- La non-observance du traitement médicamenteux n'est pas entreprise en collaboration avec un professionnel de la santé et ne constitue pas une intervention. En fait, la non-observance peut souvent entraîner de moins bons résultats pour la santé. La non-observance du traitement médicamenteux peut être liée à un oubli ou à une mauvaise connaissance de la santé, mais il a également été démontré qu'elle résulte de l'intention du consommateur de formuler ses décisions à partir des informations disponibles. En cas de non-observance, le consommateur prend unilatéralement la décision d'arrêter le traitement sans l'intervention d'un professionnel de la santé[5].

## Médecine fondée sur les faits, données de la science
Déprescrire est faisable et sûr. La déprescription aboutit à moins de médicaments sans changements significatifs dans les Indice de santé sociale ou indices de santé. En déprescrivant, les prescripteurs sont souvent en mesure d'améliorer les fonctions vitales du patient, d'obtenir une meilleure qualité de vie et de réduire des symptômes entraînant une gêne. Par exemple, la déprescription sélective peut améliorer la cognition chez les personnes âgées, tout en améliorant l'observance du reste du traitement. Elle a également été liée à un plus faible risque de chute et une amélioration globale de l'état de santé,. La déprescription peut également réduire la complexité des horaires de prise des médicaments, cette complexité étant une frein connu pour les patients qui essaient de suivre les thérapies prescrites. Une revue systématique de la littérature sur la déprescription d'un large éventail de médicaments, y compris les diurétiques, les antihypertenseurs, les sédatifs, les antidépresseurs, les benzodiazépines et les dérivés nitrés, a conclu que les effets indésirables de la déprescription étaient rares,.
Il arrive que le patient développe des effets indésirables de sevrages médicamenteux. Ces symptômes peuvent être liés au motif initial de prescription, à des symptômes de sevrage ou à des maladies sous-jacentes masquées par les médicaments. 

### Surveillance
Déprescrire nécessite un suivi attentif et une surveillance, similaire à l'attention nécessaire lors de l'introduction d'une nouvelle thérapeutique. Il est recommandé que les prescripteurs surveillent fréquemment les "signes pertinents, les symptômes, les examens de laboratoire ou tests diagnostiques qui ont été à l'origine des indications du traitement" ainsi que de possibles effets de sevrage.

### Outils Guides
Plusieurs outils ont été publiés pour attirer l'attention sur le caractère inapproprié de produits pour certains groupes de patients. Par exemple, les Critères de Beers et le guide STOPP/START répertorient les médicaments qui peuvent être inappropriés en usage gériatrique. RxFiles, une structure de visite académique située dans la Saskatchewan, au Canada, a développé un outil d'aide aux soignants en Unité de soins de longue durée en institutions, EHPAD, pour identifier les médicaments potentiellement inappropriés chez leurs résidents. En Tasmanie la structure locale de Medicare a créé des ressources pour aider les cliniciens à déprescrire.

#### Outils
Des guides de pratique francophones existent spécifiquement pour certaines classes médicamenteuses en particulier benzodiazépines, Inhibiteur de la pompe à protons : STOPP-START en français Grille MAI (Medication Appropriateness Index).

## Les obstacles
Bien que de nombreux essais ont permis une réduction effective de la consommation de médicaments, il y a des obstacles connus à la déprescription.
Une revue systématique a identifié quatre facteurs liés au prescripteur, à la fois déterminants positifs ou négatifs à la déprescription; identifiés en lien avec le prescripteur (par exemple, les croyances, les attitudes, les connaissances, les compétences, le comportement) et leur environnement de travail (par exemple, le patient, l'environnement de travail, le système de santé et les facteurs culturels). Une revue systématique similaire concernant les freins des patients a identifié quatre facteurs liés aux consommateurs; qui étaient l'accord du consommateur avec la "pertinence" de déprescrire, l'existence d'une procédure de sevrage, et les "influences" pour arrêter le médicament, ainsi qu'une ‘peur’ de l’arrêt, et le fait de "ne pas aimer" les médicaments.

## Résumé
"Qu'un patient ait simplement toléré un traitement pendant une longue durée ne signifie pas que celui-ci reste un traitement adapté. La réévaluation attentive du traitement médicamenteux dans le contexte de tout changement de l'état de santé et des bénéfices futurs envisageables devrait se réaliser régulièrement, et un essai de sevrage envisagé pour les produits qui ne sont plus nécessaires". Dans l'avenir, d'autres travaux de recherche de haute qualité méthodologique examinant les effets de la déprescription seraient susceptibles d'aider à l'élaboration de guides de pratique pour la réduction et la surveillance des médicaments.